# Phoenix OS
Phoenix OS（鳳凰系統）是基於Android-x86開發的操作系統，由鳳凰工作室（现为北京超卓科技）開發。其特點是用戶可以在電腦上以視窗化的形式運行Android應用程式。現時主要更新的版本，是基於 Android7.1 及 Android5.1 兩種內核版本。

## 特点
- 經典的 Windows 開始菜單
- 類似 Windows 的多窗口操作

以PhoenixOS-v2.5.3版本为例：
- 支持触摸屏交互操作。
- 支持高分辨率屏幕，并可调节显示密度DPI。
- 支持SD卡写入。
- 支持 Live USB方式引导电脑，用户可以在不改变电脑原有环境的情况下体验凤凰系统。
- 支持和Windows共存，用户可以在Live USB启动电脑时选择安装到硬盘已有分区，不破坏原有Windows系统。
- 在Windows系统下可使用官方提供的安装器直接安装并与Windows共存。

## 缺点
- 超卓在新版凤凰系统中开始植入广告，并限制未付费用户使用某些功能（如“伪装设备型号”等）。在此之前，非商业用户可免费使用凤凰系统。
- 使用的Android内核版本并非最新。